# Dichelacera chocoensis
Dichelacera chocoensis är en tvåvingeart som beskrevs av David Fairchild och Philip 1960. Dichelacera chocoensis ingår i släktet Dichelacera och familjen bromsar. Inga underarter finns listade i Catalogue of Life.